# Поггерсдорф
Поггерсдорф (нем. Poggersdorf) — коммуна (нем. Gemeinde) в Австрии, в федеральной земле Каринтия. 
Входит в состав округа Клагенфурт.  Население составляет 2953 человека (на 31 декабря 2005 года). Занимает площадь 30,74 км². Официальный код  —  2 04 25.

## Политическая ситуация
Бургомистр коммуны — Арнольд Марбек (СДПА) по результатам выборов 2003 года.
Совет представителей коммуны (нем. Gemeinderat) состоит из 19 мест.
- СДПА занимает 13 мест.
- АНП занимает 4 места.
- АПС занимает 2 места.